# 건강보험심사평가원

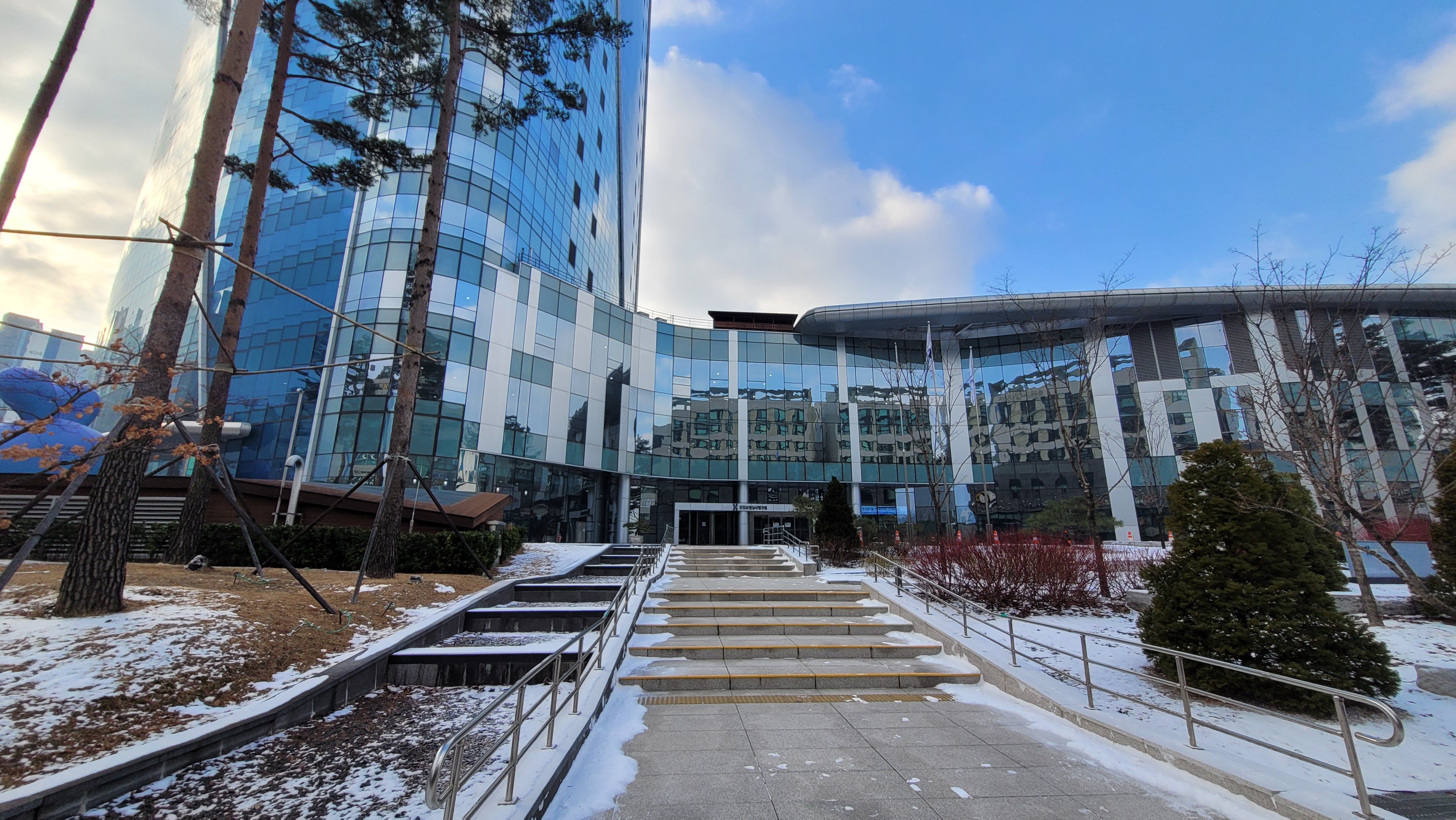
건강보험심사평가원 본원1동.

건강보험심사평가원(健康保險審査評價院, 영어: Health Insurance Review & Assessment Service, HIRA)은  대한민국 정부의 기능을 위탁받아 2000년 7월 1일에 설립된 준정부기관으로서 강원특별자치도 원주에 있는 1개 본원과 서울·부산·대구·광주·대전·수원·창원.인천.의정부.전주  10개 지원이 있다.

## 주요업무

### 요양급여 비용 심사
병/의원, 약국 등에서는 환자를 진료하고 환자로부터 일부 금액은 본인이 부담하고 나머지 진료비는 건강보험심사평가원에 청구한다. 건강보험심사평가원은 청구된 진료비에 대해 국민건강보험법에서 인정하는 기준으로 올바르게 청구하였는지를 확인한다. 이는 국민이 공정하고 적절한 의료서비스를 받을 수 있도록 보장해주고, 부적절한 진료비용이 발생하는 것을 방지한다.

### 요양급여의 적정성 평가
의약/학적 면과 비용효과적인 면에서 진료가 적절하게 이루어졌는지를 평가하여 의료기관에 그 결과를 알려줌으로써 의료서비스의 질을 향상 시킬 수 있도록 돕는다. 이를 '요양급여 적정성 평가'라 하며, 국민에게 제공되는 의료서비스에서 부적절한 진료를 최소화하고, 진료 행태를 개선하는 기능을 하고 있다. 2001년부터 시작한 요양급여의 적정성평가는 현재 수술의 예방적 항생제, 급성심근경색증(AMI), 뇌졸중, 감기 항생제, 주사제 등 17개 항목으로 확대되어 76개의 평가지표를 개발, 시행하고 있다.

### 진료비 확인 신청 제도
국민들이 의료기관 이용 후 본인이 부담한 진료비가 건강보험법에서 정한 기준에 맞게 책정되었는지를 확인하여 잘못 지불한 진료비가 있을 경우 환불받을 수 있도록 돕는다. 이 제도는 건강보험법에서는 ‘요양급여대상여부확인’이라고 한다. 2009년도에는 확인신청한 43,958건 중 18,629건에서 발생한 72억 3천만원이 민원 신청인에게 환급되었다. 또한 2010년 10월 기준으로10,781건 약 43억원이 민원신청인에게 환급되었다.

### 정부 업무 지원

#### 다른 법령의 규정에 의하여 지급되는 진료 비용의 심사 및 평가 위탁 업무
- '의료급여' 진료비 심사 및 평가
- '국가보훈대상자' 진료비 심사 및 평가
- '공상환자, '무료진료환자' 진료비 심사 및 평가
- '자동차 보험 진료비 심사 및 평가

#### 요양기관 현지조사
- 요양기관 진료 및 비용청구가 사실에 근거하여 적법하게 청구되었는지 요양기관을 방문하여 조사하고, 그 결과에 따라 부당이득 환수 및 행정처분 등을 하는 보건복지부의 '현지조사' 업무를 지원하고 있다.

#### 완화의료(호스피스) 건강보험수가 시범사업
- 말기 암환자 및 가족을 대상으로 환자에게 도움이 되지 않는 무의미한 연명 치료 대신 증상과 고통을 경감시키는 것을 목적으로 신체적·정신적·정서적·사회적·영적 문제들을 해소하기 위해 제공하는 의료서비스의 건강보험수가 시범사업을 실시하고 있다.

#### 응급의료비 대불제도
- 응급환자가 진료비 지불 능력이 없는 경우, 응급 의료비용(본인부담금)을 요양기관에 대신 지급해주고, 나중에 응급환자 또는 부양의무자 등으로부터 돌려받는 제도를 수행하고 있다.

#### 의약품 유통 투명화·선진화
- 의약품관리종합정보센터는 의약품 생산에서 소비까지 동일하게 사용할 수 있는 표준코드의 부여 및 유통정보의 체계적인 수집 및 관리로 의약품 물류 선진화와 유통 투명화에 기여하고 있다.

## 연혁
- 1976.11.28 전국의료보험협의회 설립
- 1977.07.01 500인 이상 사업장 의료보험 도입
- 1979.07.01 의료보험 진료비 심사 시작
- 1988.01.01 의료보험연합회로 개편(진료비 심사기구 일원화, 의료급여 진료비 심사 수탁)
- 2000.07.01 건강보험심사평가원 출범(* 의료보험연합회 업무 중 진료비 심사 기능을 승계, 요양급여 적정성 평가 기능을 신설)
- 2005.07.01 노숙자, 외국인 등 무료진료환자 진료비 심사 수탁
- 2005.10.01 보훈환자 진료비 심사 수탁
- 2013.07.01 자동차보험진료비 심사 수탁
- 2016.03.01 의정부지원, 전주지원 신설
- 2017년 원주 혁신도시로 이전
- 2019년 제2청사 준공 및 완전 이전

## 조직 구성
건강보험심사평가원은 본원(원주)과 10개 지원으로 구성되어 있으며(2017년 7월 1일 기준), 본원 산하에 심사평가정책연구소와 16개 실을 운영하고 있다. 2010년 12월말 기준 임직원은 총 1,684명이다.

### 건강보험심사평가원장
- 상임감사
  - 감사실
  - 감사부

#### 기획상임이사
- 기획조정실
  - 기획예산부
  - 혁신기획부
  - 성과관리부
  - 법규송무부
- 경영지원실
  - 총무부
  - 관재부
  - 정보보호부
- 인재경영실
  - 인재개발부
  - 인사부
  - 노사복지부
- 고객홍보실
  - 고객지원부
  - 홍보부
  - 진료비확인부
- 정보통신실
  - 정보관리부
  - 정보화지원부
  - 심사정보부
  - 경영정보부
  - 정보자원부

#### 심사평가연구소
- 연구조정실
  - 연구행정부
  - 국제협력부
- 의료정보융합실
  - 의료정보관리부
  - 빅데이터부
  - 의료이용모니터링부

#### 진료심사평가위원회
- 전문군
  - 심사
  - 평가
  - 수가
  - 기준
- 위원회운영실
  - 위원회운영부
  - 상대가치개발부

#### 개발상임이사
- 급여기준실
  - 급여기준운영부
  - 급여기준개선부
  - 완화요양기준부
- 의료수가실
  - 의료수가운영부
  - 의료수가개선부
  - 의료수가개발부
- 급여등재실
  - 등재관리부
  - 의료행위등재부
  - 치료재료등재부
- 약제관리실
  - 약제관리부
  - 약제기준부
  - 약제등재부
  - 약제평가부
- 급여보장실
  - 급여혁신부
  - 예비급여부
  - 비급여정보관리부
- 포괄수가실
  - 포괄수가운영부
  - 포괄수가개발부
  - 포괄수가심사부
  - 분류체계개발부
- DUR관리실
  - DUR관리부
  - DUR정보부
- 의약품관리종합정보센터
  - 의약품정보관리부
  - 의약품정보개발부
  - 의약품정보조사부

#### 업무상임이사
- 심사운영실
  - 심사운영부
  - 심사개발1부
  - 심사개발2부
  - 청구관리부
- 심사실
  - 심사운영부
  - 내과심사1부
  - 내과심사2부
  - 외과심사부
- 심사관리실
  - 심사관리부
  - 이의신청부
  - 심판청구부
  - 공공심사부
- 의료급여실
  - 의료급여운영부
  - 의료급여심사부
  - 수탁사업부
- 급여조사실
  - 조사운영부
  - 조사1부
  - 조사2부
  - 조사3부
  - 의료급여조사부
  - 조사관리부
- 자동차보험심사센터
  - 자보심사운영부
  - 자보심사1부
  - 자보심사2부
  - 자보심사3부
- 평가운영실
  - 평가운영부
  - 평가개발부
  - 환자중심평가부
  - 환자안전평가부
- 평가관리실
  - 평가관리부
  - 평가보상부
  - 중증질환평가부
  - 급성질환평가부
  - 만성질환평가부
- 의료자원실
  - 자원운영부
  - 자원관리부
  - 병원지정평가부

- 서울지원
- 부산지원
- 대구지원
- 광주지원
- 대전지원
- 수원지원
- 창원지원
- 의정부지원
- 전주지원
- 인천지원

## 요양급여 관련 가이드 문서
- 건강보험 요양급여 비용 - 2022년 2월판
- 요양급여의 적용기준 및 방법에 관한 세부사항 - 2021년 7월판
- 요양급여의 적용기준 및 방법에 관한 세부사항(약제) - 2022년 7월판

## 같이 보기
- 대한민국의 의료